# Manitoba
Manitoba – prowincja Kanady leżąca w środkowej części kraju. Od wschodu graniczy z Ontario, od zachodu z Saskatchewan, od północy z terytorium Nunavut oraz na południu ze stanami USA Minnesota i Dakota Północna. Największym miastem prowincji i zarazem jej stolicą jest Winnipeg.
Nazwa Manitoba pochodzi od zniekształconych słów w języku odżibwe – manito-bah lub języku kri – manito-wapow, znaczących „cieśnina duchów”. Odnosi się do przewężeń na jeziorze Manitoba, gdzie wartko przepływający nurt wśród głazów wydawał dudniące dźwięki. Według indiańskich wierzeń miały to być odgłosy magicznego bębna Manitou – ducha Algonkinów.

## Geografia

### Ukształtowanie powierzchni
Trzy piąte terenów Manitoby leży na Tarczy Kanadyjskiej. Ten falisty teren, poprzecinany licznymi wąwozami, rzekami i usiany jeziorami jest niemal całkowicie porośnięty lasami, a na północy tundrą. Zawiera także większość złóż mineralnych znajdujących się w prowincji. Jedynym wyższym pasmem górskim są Baldy Mountains z najwyższym szczytem wznoszącym się 831 m n.p.m. Duża część południowej Manitoby jest terenem zalewowym i bagnistym. Pod uprawę nadaje się jej południowo-zachodnia część poniżej Jeziora Winnipeg w trójkącie pomiędzy nim a granicami z Saskatchewan i USA.

### Wody śródlądowe
Udział wód śródlądowych w powierzchni Manitoby jest bardzo wysoki i sięga 9%. Obok tysięcy małych jezior rozsianych na całej jej powierzchni dominuje olbrzymie jezioro Winnipeg, które swoją wielkością dorównuje mniejszym z Wielkich Jezior.

### Klimat
Ze względu na rozciągłość równoleżnikową Manitoby można wyróżnić w niej dwie strefy klimatyczne. W strefie południowej panuje klimat kontynentalny, z ciepłym latem o średniej temperaturze w czerwcu +18 °C, a dla lipca +18 °C. Mroźne zimy ze średnimi temperaturami stycznia -18 °C i obfitymi opadami śniegu dochodzącymi do 140 cm.
W terenach północnych prowincji panuje klimat subarktyczny z krótkim, chłodnym latem – średnia temperatura czerwca +12 °C i bardzo mroźną zimą ze średnimi temperaturami stycznia -27 °C. W środkowych terenach panuje klimat pośredni.

### Zasoby naturalne
Ponad 50% lądowej powierzchni Manitoby stanowią lasy. Drewno należy do podstawowych bogactw naturalnych Manitoby. W prowincji znajdują się także eksploatowane pokłady takich cennych minerałów jak: nikiel, cynk, miedź, srebro, złoto, kadm oraz skały wapienne używane do produkcji cementu. W Manitobie występują także pokłady ropy naftowej.
Lasy Manitoby bogate są w zwierzynę łowną, a wody śródlądowe w ryby.

### Miejscowości
Największe skupiska ludności (ang. population centres, fr. centres de population) w 2021 roku (w nawiasach liczba ludności):

- Winnipeg (758 515)
- Brandon (50 532)
- Steinbach (17 589)
- Winkler (15 335)
- Portage la Prairie (12 944)
- Thompson (12 329)
- Selkirk (9761)
- Morden (9103)
- Dauphin (8034)
- The Pas (7302)
- Niverville(inne języki) (5593)
- Stonewall(inne języki) (5046)
- Oakbank(inne języki) (5041)
- Neepawa (4938)
- Flin Flon (4722)[b]
- Altona(inne języki) (4227)

## Historia
Teren Manitoby od tysiącleci zamieszkany był przez liczne plemiona indiańskie. Pojawienie się Europejczyków po 1670, w związku z rozpoczęciem działalności Kompanii Zatoki Hudsona, wciągnęło Indian tworzony przez nią w system gospodarczy. Pierwsze osiedla powstały na mocy tak zwanej Koncesji Selkirka w dolinie Red River (Rivière Rouge). Z czasem z osiedleńców, głównie pochodzących ze Szkocji i frankofonów z Quebecu, powstała bardzo charakterystyczna, kresowa społeczność, w której najdynamiczniejszą grupą byli Metysi. Kultura ta łączyła w sobie pierwiastki szkockie, frankofońskie i indiańskie. W 1867 r. włączono ten obszar, jako część Terytoriów Północno-Zachodnich, do Kanady, a w roku następnym – wskutek rebelii Metysów nad Red River – utworzono w południowej części jej obecnych terenów nową miniaturową prowincję pod nazwą „Manitoba”. Obszar prowincji został następnie kilkakrotnie powiększony, osiągając ostateczny rozmiar w 1912.

## Podział administracyjny
Manitoba podzielona jest na 8 regionów, które dzielą się na mniejsze jednostki samorządowe: miasta, wsie oraz obszary wiejskie.

## Struktura polityczna

### Gubernator porucznik
Gubernator porucznik jest przedstawicielem głowy państwa w prowincji. Mianuje go Gubernator Generalny na wniosek premiera Kanady złożony zwyczajowo w uzgodnieniu z premierem prowincji. Gubernator posiada szerokie uprawnienia, z których korzysta co do zasady za radą premiera prowincji. W sytuacji kryzysu konstytucyjnego Gubernator ma prawo samodzielnie podjąć wszelkie decyzje niezbędne dla przywrócenia stabilności rządu.

### Parlament
Parlament Manitoby składa się z Gubernatora porucznika i Zgromadzenia Legislacyjnego (The Legislative Assembly of Manitoba) składającego się współcześnie w 57 deputowanych Members of Legislative Assembly w skrócie MLA. Wybierani są oni w 57 jednomandatowych okręgach wyborczych. Partia posiadająca większość w parlamencie tworzy rząd prowincjonalny, a jej przewodniczący zostaje Premierem Manitoby. Druga co do liczebności partia w parlamencie otrzymuje status oficjalnej opozycji.
W 42. kadencji parlamentu podział miejsc jest następujący:
Konserwatywna Partia Manitoby – 36
Nowa Demokratyczna Partia Kanady – 17
Liberalna Partia Manitoby – 3
Zobacz więcej w artykule głównym: Zgromadzenie Legislacyjne Manitoby.

### Rząd
- Ministry of Aboriginal and Northern Affairs – Ministerstwo do spraw Indian i spraw północy
- Ministry of Advanced Education and Training – Ministerstwo szkolnictwa wyższego
- Ministry of Agriculture, Food and Rural Initiatives – Ministerstwo rolnictwa, gospodarki żywnościowej i rozwoju terenów wiejskich
- Ministry of Conservation – Ministerstwo ochrony środowiska
- Ministry of Culture, Heritage & Tourism – Ministerstwo kultury, spuścizny kulturowej i turystyki
- Ministry of Energy, Science and Technology – Ministerstwo Energetyki, nauki i technologii
- Ministry of Education, Citizenship and Youth – Ministerstwo edukacji, obywatelstwa i spraw młodzieży
- Ministry of Family Services & Housing – Ministerstwo do młodzieży i spraw mieszkaniowych
- Ministry of Finance – Ministerstwo finansów
- Ministry of Industry, Economic Development & Mines – Ministerstwo przemysłu, rozwoju gospodarczego i górnictwa
- Ministry of Health – Ministerstwo zdrowia
- Ministry of Healthy Living – Ministerstwo zdrowego życia
- Ministry of Intergovernmental Affairs – Ministerstwa do kontaktów międzyrządowych
- Ministry of Justice and Attorney General – Ministerstwo sprawiedliwości i prokurator generalny
- Ministry of Labour and Immigration – Ministerstwo pracy i imigracji
- Ministry of Transportation & Government Services – Ministerstwo transportu i usług wewnątrz rządowych
- Ministry of Water Stewardship – Ministerstwo nadzoru wód śródlądowych

### Premier
Premier Manitoby jest szefem rządu prowincjonalnego w Manitobie. Posiada on bardzo szerokie uprawnienia, pozwalające prowadzić skuteczne rządy, jeśli tylko ma zapewnione poparcie w parlamencie. Premierem zostaje lider partii zdobywającej większość w parlamencie. Jeśli z jakichś powodów, w czasie trwania sesji parlamentu przewodniczący rządzącej partii zostaje zmieniony, następuje automatyczna zmiana na stanowisku premiera prowincji.

## Demografia
Według spisu powszechnego z roku 2001 największą grupą narodowościową w Manitobie są Anglicy (22,1%), następnie Niemcy (18,2%), Szkoci (17,7%), Ukraińcy (14,3%), Irlandczycy (13,0%), Indianie (9,9%), Polacy (6,7%), Metysi (5,2%), Frankokanadyjczycy (5,1%), Holendrzy (4,7%), Islandczycy (2,0%). Jako Kanadyjczycy określiło się 22,9% ogółu.
Populacja Manitoby od 1871
| Rok  | Populacja | Ranking według prowincji |
| ---- | --------- | ------------------------ |
| 1871 | 25 228    | 8                        |
| 1881 | 62 260    | 6                        |
| 1891 | 152 506   | 5                        |
| 1901 | 255 211   | 5                        |
| 1911 | 461 394   | 5                        |
| 1921 | 610 118   | 4                        |
| 1931 | 700 139   | 5                        |
| 1941 | 729 744   | 6                        |
| 1951 | 776 541   | 6                        |
| 1956 | 850 040   | 6                        |
| 1961 | 921 686   | 6                        |
| 1966 | 963 066   | 5                        |
| 1971 | 988 245   | 5                        |
| 1976 | 1 021 505 | 5                        |
| 1981 | 1 026 241 | 5                        |
| 1986 | 1 063 015 | 5                        |
| 1991 | 1 091 942 | 5                        |
| 1996 | 1 113 898 | 5                        |
| 2001 | 1 119 583 | 5                        |
| 2006 | 1 177 765 | 5                        |

## Religia
Struktura religijna (2011):
- protestanci:

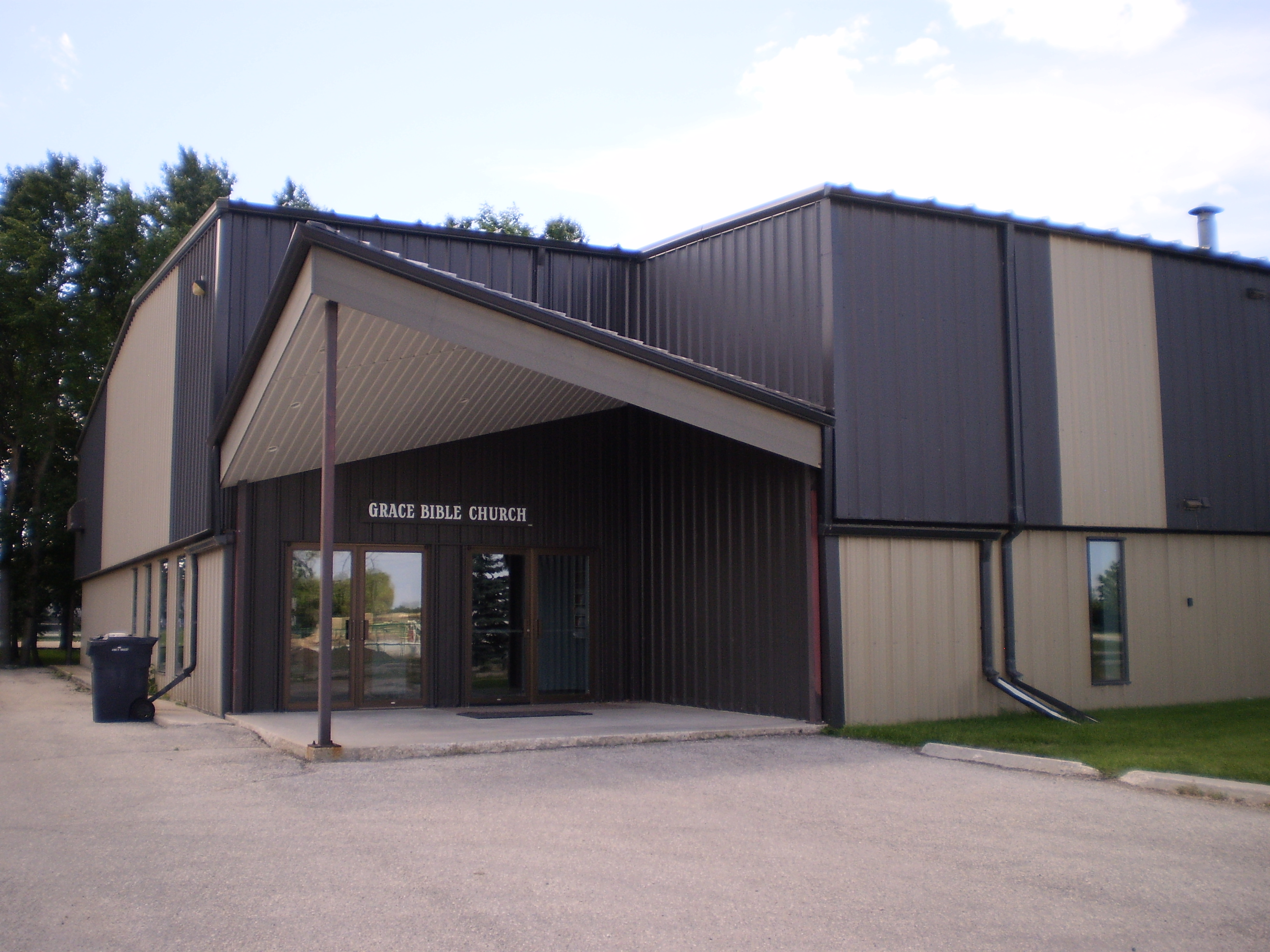
Kościół ewangelikalny w Dauphin

  - Zjednoczony Kościół Kanady – 11,1%,
  - anglikanie – 5,7%,
  - mennonici – 3,8%,
  - luteranie – 3,5%,
  - zielonoświątkowcy – 1,9%,
  - baptyści – 1,7%,
  - kalwini – 1,1%,
- brak religii – 26,5%,
- katolicy – 26,35%,
- pozostali chrześcijanie – 11,5% (w tym nieokreśleni i mniejsze grupy protestanckie),
- prawosławni – 1,25%,
- muzułmanie – 1,05%,
- żydzi – 0,95%,
- sikhowie – 0,9%,
- hinduiści – 0,66%,
- buddyści – 0,58%,
- świadkowie Jehowy – 0,33%,
- mormoni – 0,16%,
- pozostałe religie – 1,0%.

## Gospodarka
Głównymi gałęziami gospodarki Manitoby są:
- rolnictwo, którego zasadniczymi produktami są: jęczmień, żyto, kukurydza i słonecznik, oraz hodowla zwierząt. Całkowita produkcja rolnictwa w Manitobie przekracza 2,7 miliarda dolarów
- przemysł wytwórczy – głównie drzewny, żywnościowy i lekki. Całkowita produkcja przemysłowa wynosi prawie 10 miliardów dolarów.
- leśnictwo – w leśnictwie Manitoby zatrudnionych jest blisko 9 tysięcy osób produkujących ponad 2,15 milionów metrów sześciennych surowego drewna.
- przemysł wydobywczy – głównie minerałów (82% udziału), generuje ponad miliard dolarów.
- rybołówstwo i łowiectwo – współcześnie głównie sportowe, generuje 32 miliony dolarów dochodu.